# Olimpiada Wiedzy o Unii Europejskiej „Gwiezdny Krąg”
Olimpiada Wiedzy o Unii Europejskiej „Gwiezdny Krąg” – olimpiada szkolna organizowana od 2004 przez Przedstawicielstwo Komisji Europejskiej, Biuro Informacyjne Parlamentu Europejskiego w Polsce, Sieć Informacyjna Europe Diect w Polsce, Słupski Instytut ds. Młodzieży oraz miasto Słupsk. W olimpiadzie mogą brać udział uczniowie liceów ogólnokształcących i techników, dających możliwość uzyskania świadectwa dojrzałości z przedmiotu wiedza o społeczeństwie.  
Olimpiada jest dofinansowana przez m.in. Ministerstwo Edukacji Narodowej oraz Ministerstwo Nauki i Szkolnictwa Wyższego.

## Cele
Celem olimpiady jest popularyzacja wiedzy w zakresie historii integracji Europy, zasad funkcjonowania Unii Europejskiej, a także bieżących wyzwań przed jakimi staje sama unia, ale także i państwa członkowskie

## Etapy
Zawody olimpiady są trójstopniowe:
- I stopień – szkolny,
- II stopień – okręgowy,
- III stopień – centralny.